# 1924년 하계 올림픽 인도 선수단
인도는 1924년 5월 4일부터 7월 27일까지 프랑스 파리에서 열린 제8회 하계 올림픽에 참가했다. 이것은 인도가 참가한 세 번째 올림픽이었다. 올림픽을 몇 달 앞둔 1924년 2월, 델리에서 전 인도 올림픽(나중에 인도의 전국 대회로 개칭)이 열렸다. 1924년 파리 올림픽 인도 선수로는 달립 싱, 락슈마난, 힌지, 홀, 팔라 싱, 피트, 히스코테, 벤카타라만이 선정되었다. 인도 대표팀은 최종적으로 7명의 선수와 7명의 테니스 선수(여자 2명 포함)로 구성되었고, 해리 크로우 벅이 감독을 맡았다. 이 팀은 벅이 설립 교장으로 있던 마드라스 체육대학에서 훈련을 받았다.